# 模拟大楼
模擬大樓（SimTower）是一款模擬類的電腦遊戲，玩家可透過興建住宅、辦公室、酒店、商場等設施，增加大樓人潮，維持居民滿意度，以達至大樓升級的目的。由Maxis發售，在模擬城市2000上市後不久推出。雖然遊戲由Maxis發售，但最初是日本遊戲設計師Yoot Saito的OPeNBooK_Co.,_Ltd.公司所開發，以 The Tower 的名稱在日本發售。

## 遊戲版本
- PC-Game版1代－模擬大樓（Sim Tower），已停售。
- PC-Game版2代－Yoot Tower，已停售。

- 模組擴充套件－TowerKit，已停售。

- GBA版（移植自PC-Game版1代）－The Tower SP，已停售。
- NDS版－The Tower DS，已停售。

## 各類型建設
大厦的升級會增加玩家可蓋的設施種類。

### 第一級
- 大堂是整建座建築物的基本，每15層便可興建一個大堂。大堂對於上下樓層有刺激人流的作用，通常於大堂上下二三層的商店生意較好。只要按下Ctrl+Alt或Ctrl+Shift，可於一樓（地面）設置二或三層挑高的大堂，只有2層以上的大堂才有旋轉樓梯及大型扶手電梯出現。
- 普通槽每個升降機糟可容納8部升降機，每部升降機最高載客21人，是人流上下的主要工具；亦是考驗玩家分配升降機的技巧，玩家可設定停什麼層數、沒人時停在什麼層樓、於不同時段作為上樓特快或落樓特快。
- 樓梯簡單解決上下數層人流的方式。
- 辦公室可租用給商家，人口密度最高，於周末沒有人上班。
- 住宅人口密度低，收入中等，是遊戲初步的重要建設。
- 快餐店吸引街外人流。
- 空置樓層提高建築物高度用具，沒實際用途。

### 第二級
- 服務電梯槽供酒店職員使用，容納8部升降機，每部升降機最高載客21人。
- 酒店單人房供單人旅客入住，提高收入的方法。
- 酒店清潔部足夠的清潔員可有助酒店清潔。
- 保安部足夠的保安員可有助找尋炸彈及滅火。

### 第三級
- 快速升降機只可於地下室、1樓（地面）和15倍數的樓層停，方便把人流分流至不同空中大堂，可容納8部升降機。
- 扶手電梯簡單解決上下數層人流的用具。
- 餐廳吸引街外人流。
- 商店吸引街外人流。
- 戲院吸引街外人流。
- 派對房吸引街外人流。
- 酒店雙人房吸引更多遊客。
- 酒店套房吸引更多遊客。
- 醫療中心滿足住宅及辦公室的醫療需求。
- 停車場旋轉道方便車輛到達向層停車位。
- 停車位
- 資源回收站解決垃圾問題。

### 第四級
- 地下鐵只可興建於地下8~10樓的地下室。

### 第五級
- 教堂只可建於100樓。

## 設施數量上限、最高可通過層數和興建限制
每座大樓的設置數目、最高可通過層數和興建設施均有所限制：
| 設施種類           | 上限 | 最高可通過層數或興建限制 |
| ------------------ | ---- | --- |
| 樓梯及扶手電梯     | 64   | 扶手電梯只可以在大堂、空中大堂、空置樓層、商店、餐廳、快餐店和戲院興建                                                      |
| 升降機槽           | 24   | 普通升降機槽：30層，其中一層必須為大堂或空中大堂 服務升降機槽：大樓所有層數 快速升降機槽：地下室、1樓（地面）和15倍數的樓層 |
| 停車場旋轉通道     | 8    | 只可以在地下室興建，每層地下室只可以興建一個 第一個必須在地下室第一層/第一層地庫（B1，Basement Level 1）興建                |
| 商店、餐廳、快餐店 | 512  | |
| 泊車位             | 512  | 只可以在地下室興建 |
| 醫療中心           | 10   | |
| 保安部             | 10   | |
| 戲院、派對房       | 16   | |
| 地下鐵             | 1    | 只可以在地下室第七層/第七層地庫（B7，Basement Level 7）興建 入口在地下室第六層/第六層地庫（B6，Basement Level 6）           |
| 教堂               | 1    | 只可建於100樓 |

## 外部連結
- 模擬大樓 - 巴哈姆特電玩資訊站
- 模擬大樓 SP - 巴哈姆特電玩資訊站
- The Tower SP - Nintendo （页面存档备份，存于）
- SimTower （页面存档备份，存于） - Reviews and Information
- McLure's SimTower Stuff - Various tips and downloads related to the game.
- 日本openbook9003公司的網頁存檔〈備註：該公司在分裂成2家成【ビバリウム】、【シノミクス】公司後，在其官網已無此產品簡介。〉
- Project-X （页面存档备份，存于）（2代的相關外掛檔案）